# Biserica „Cuvioasa Paraschiva” din Crușovăț
Biserica „Cuvioasa Paraschiva” din Crușovăț este un monument istoric aflat pe teritoriul satului Crușovăț, comuna Cornea. În Repertoriul Arheologic Național, monumentul apare cu codul 52133.02.

## Localitatea
Crușovăț (maghiară Körtvélypatak) este un sat în comuna Cornea din județul Caraș-Severin, Banat, România. Prima mențiune documentară este din anul 1447.

## Istoric și trăsături
Biserica Cuviaosa Parascheva a fost construită între anii 1805-1810, în stilul barocului provincial. Sfințirea a avut loc la data de 25 septembrie 1994, de către episcopul Emilian Birdaș.

## Imagini

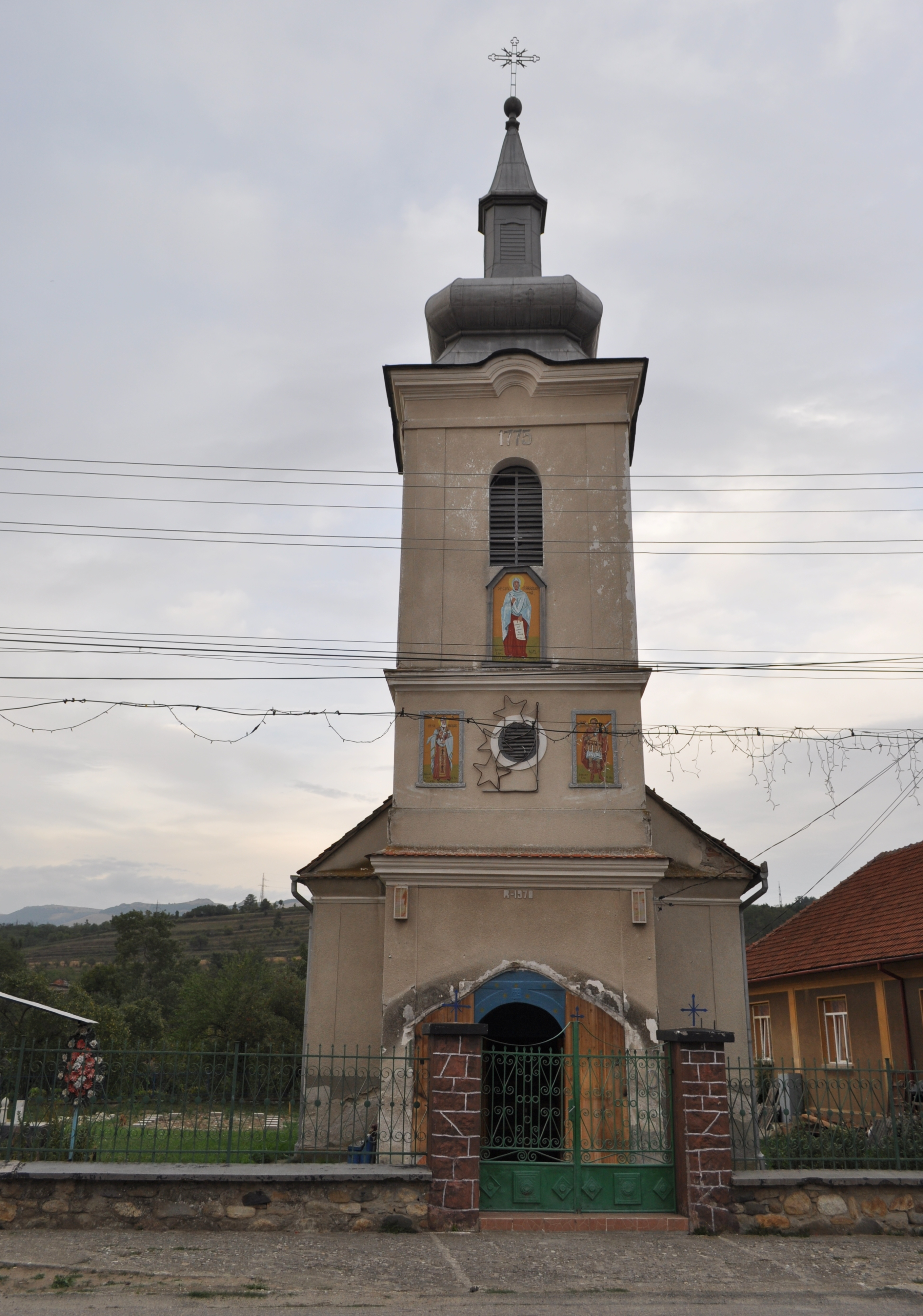
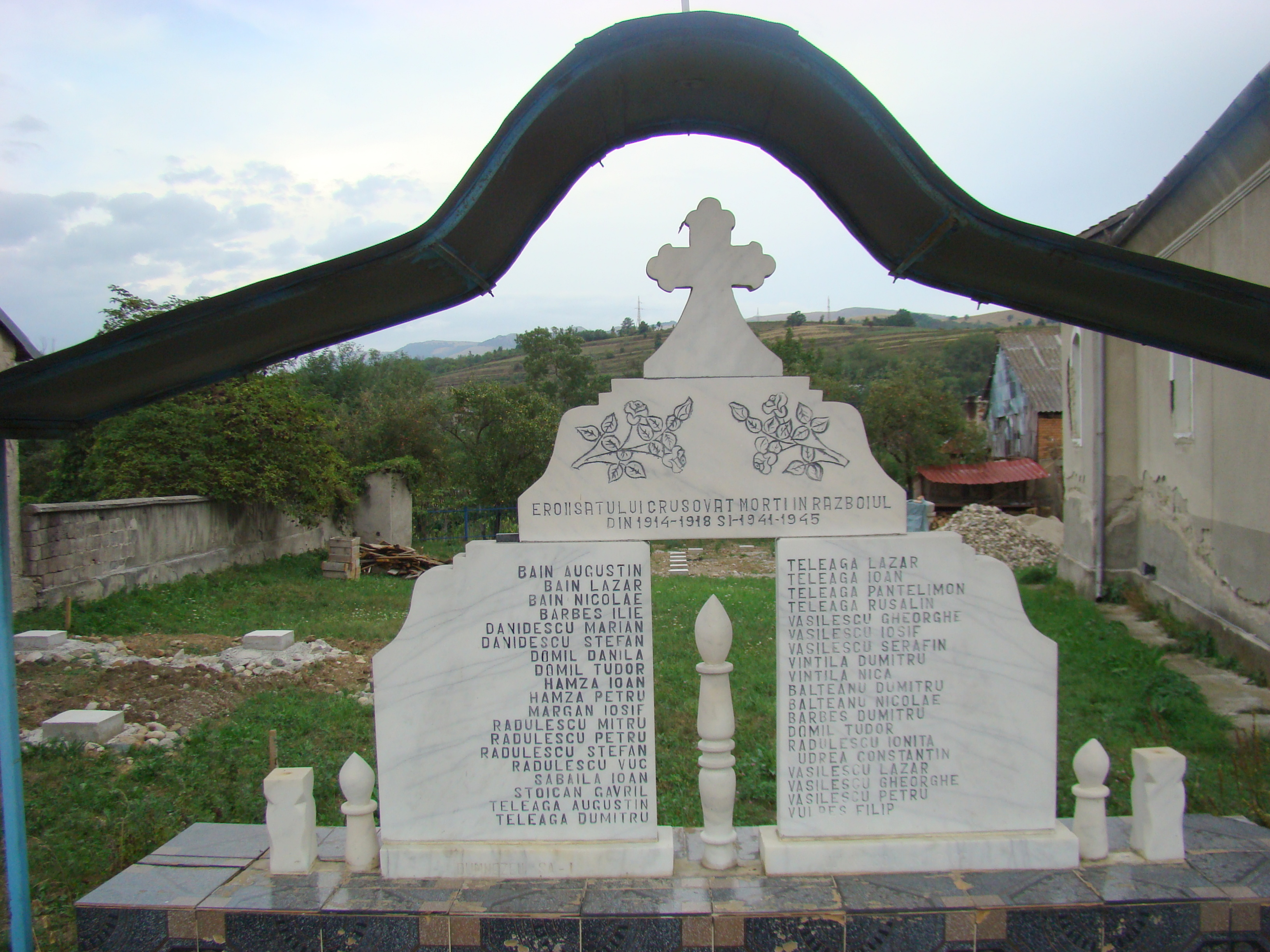
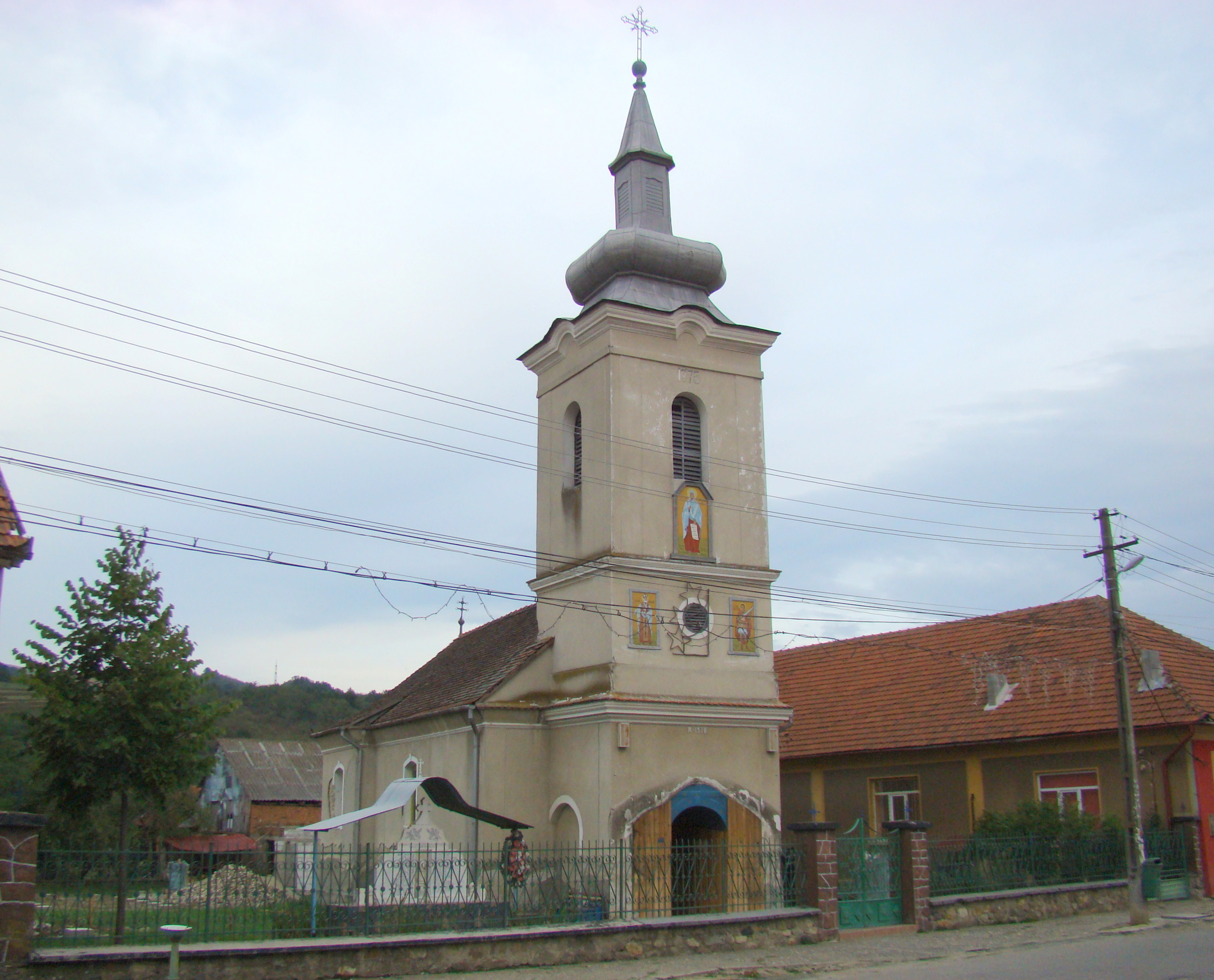
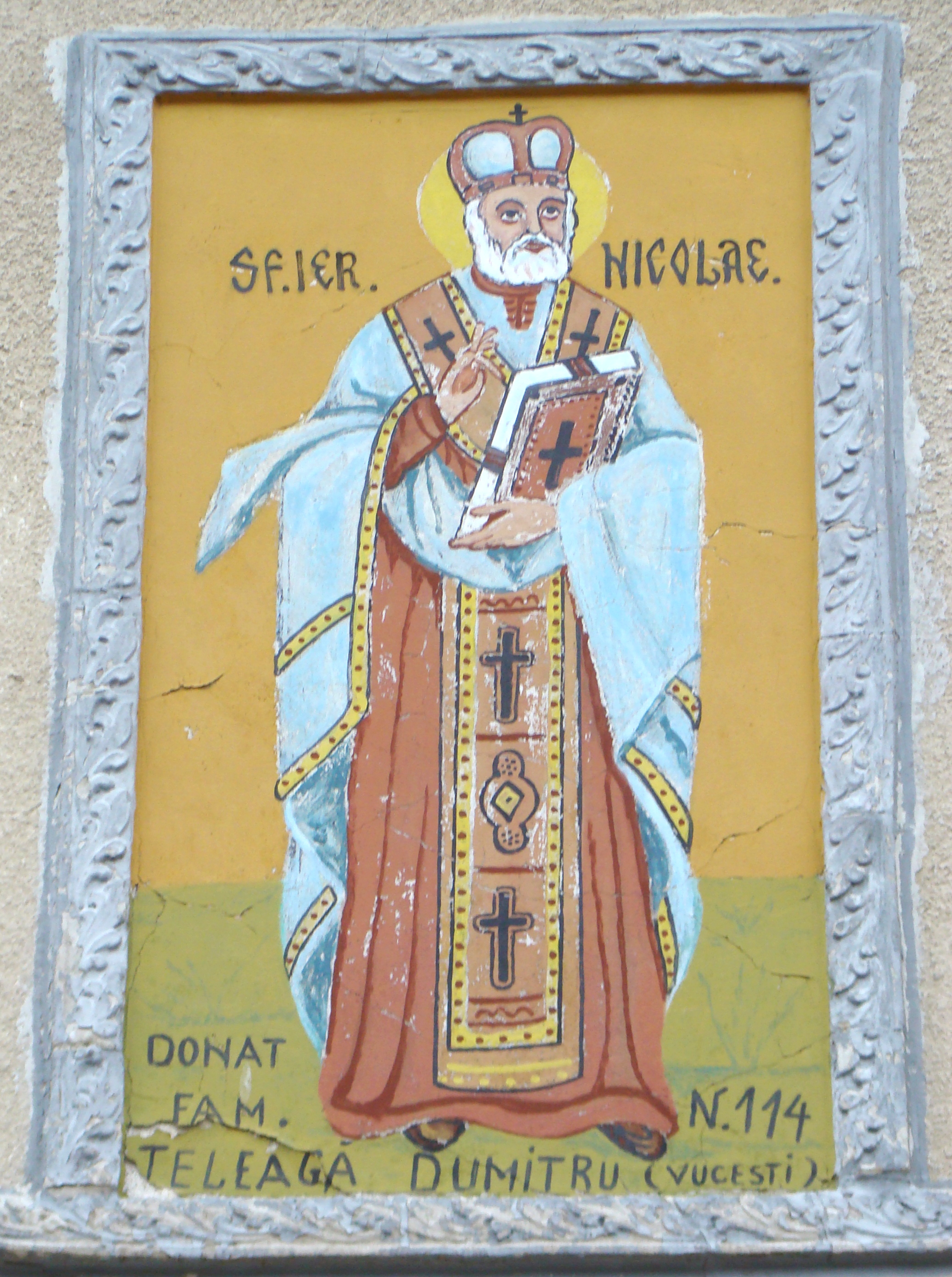
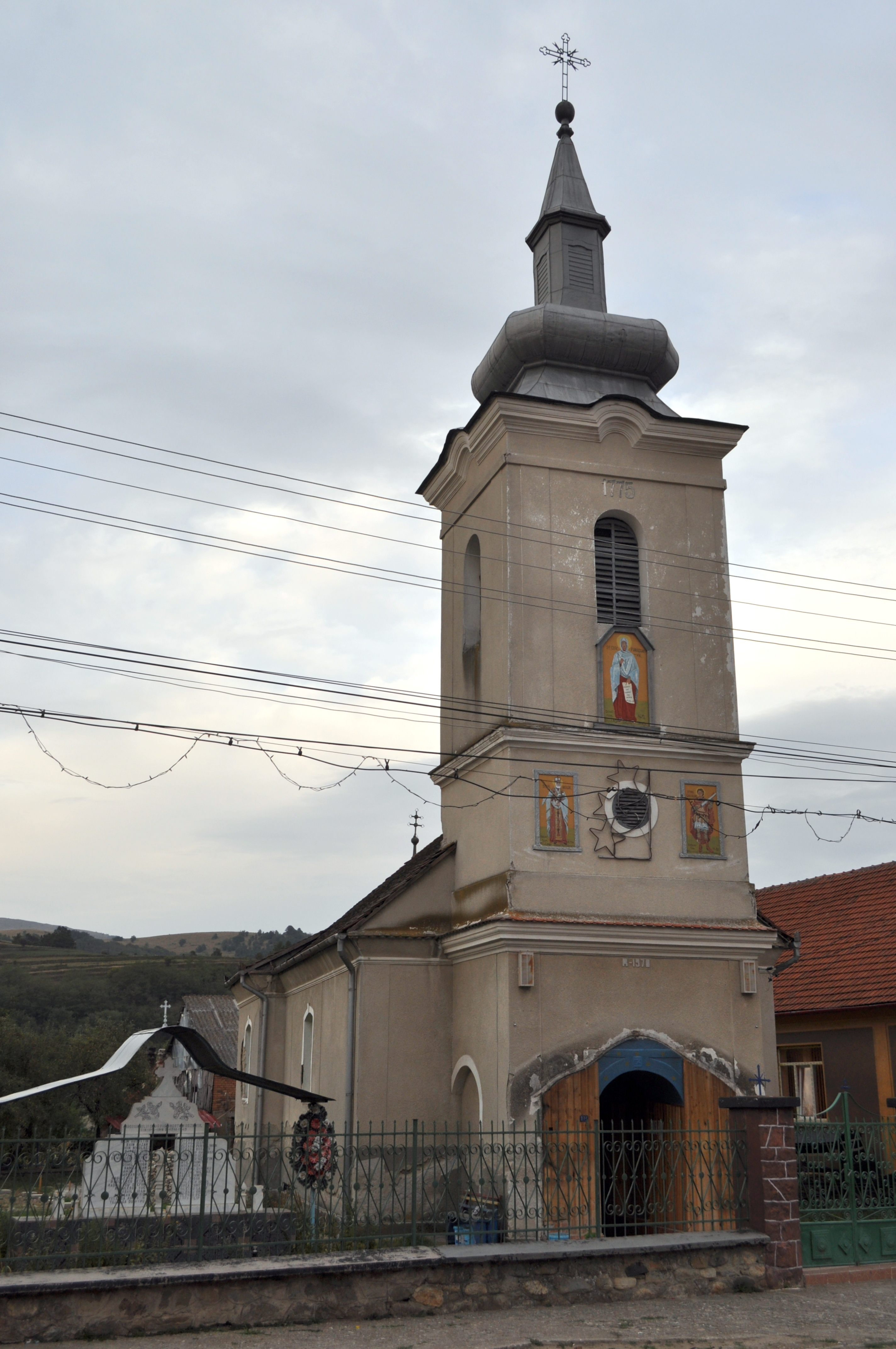
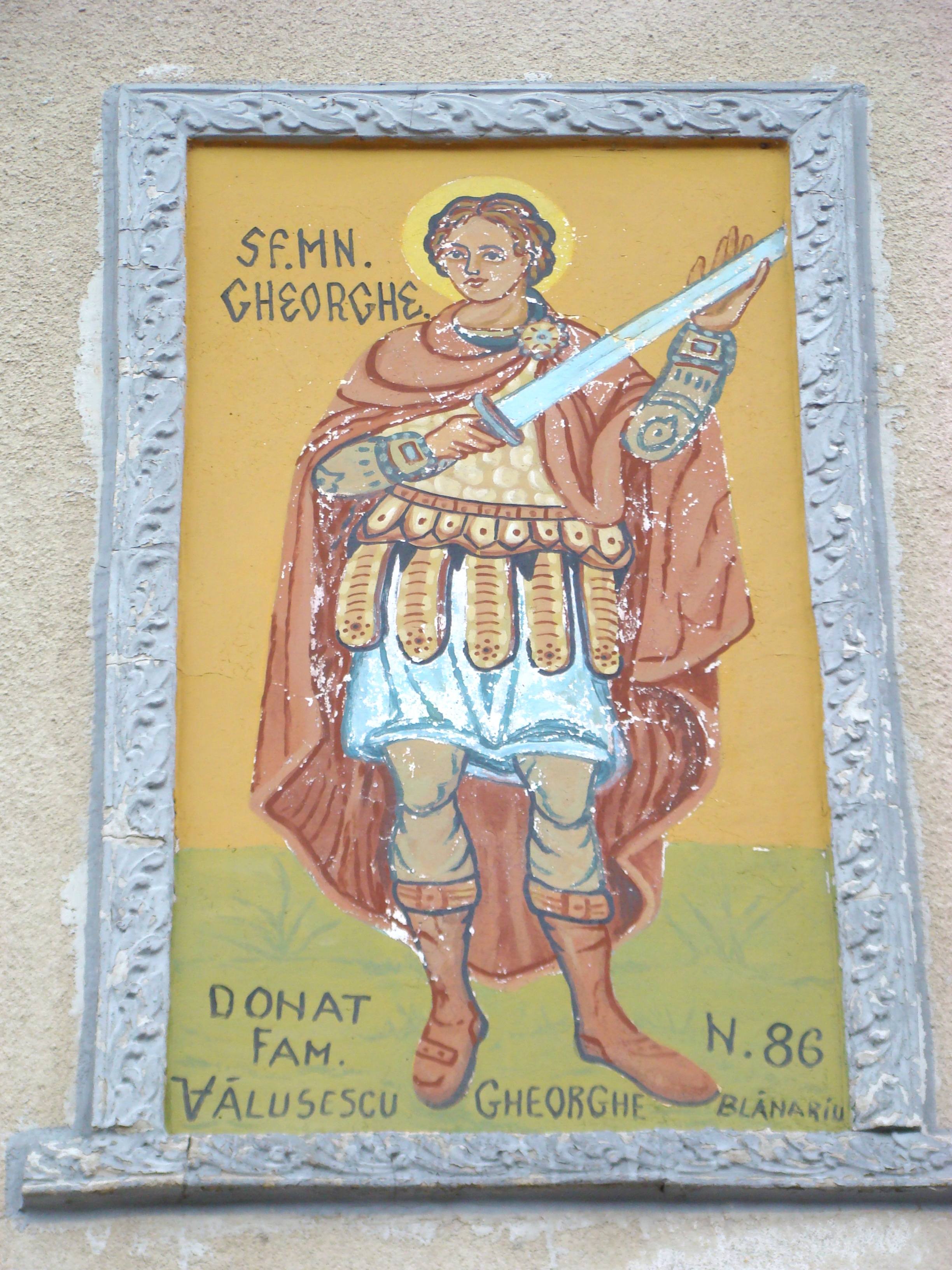
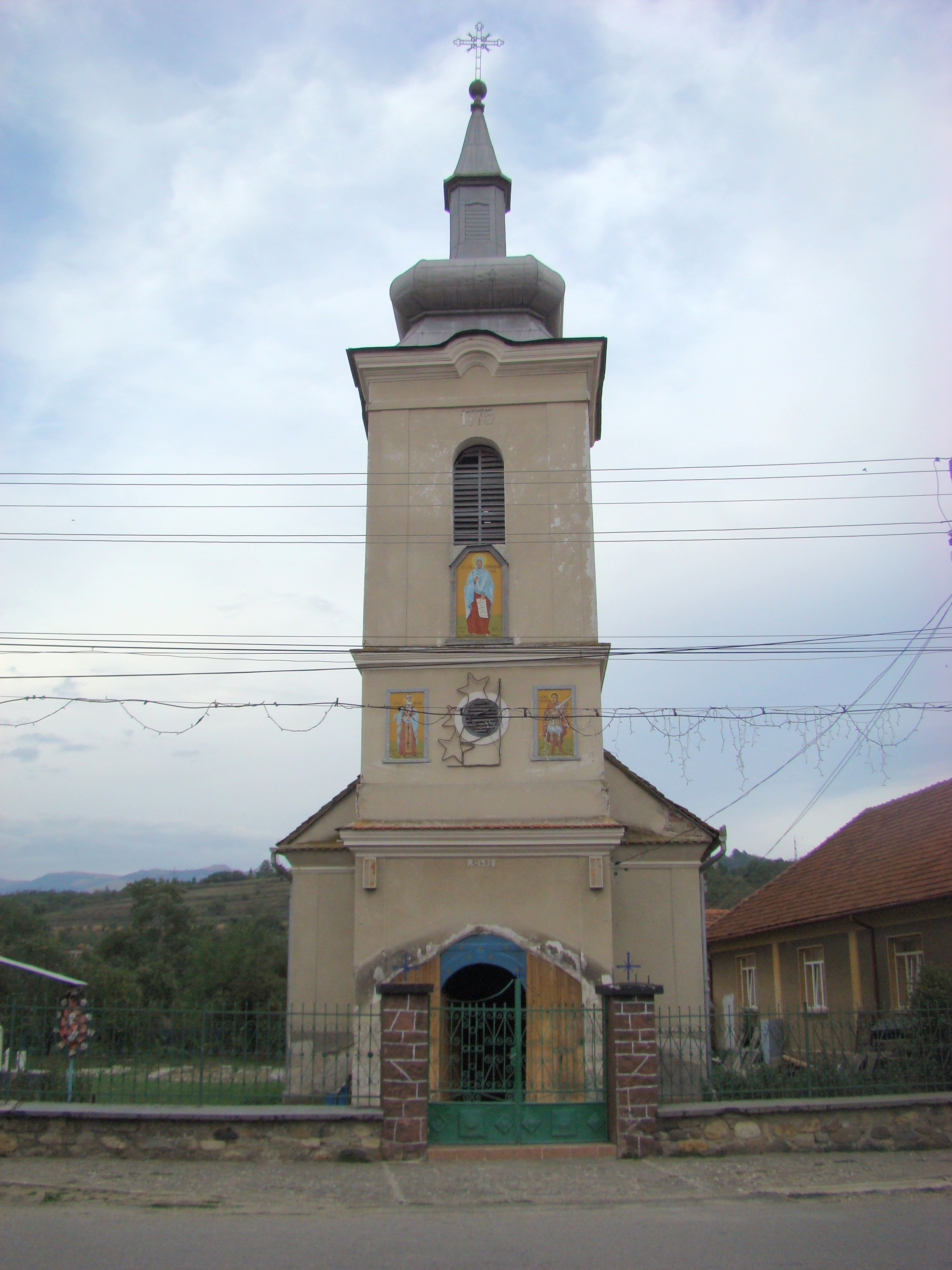
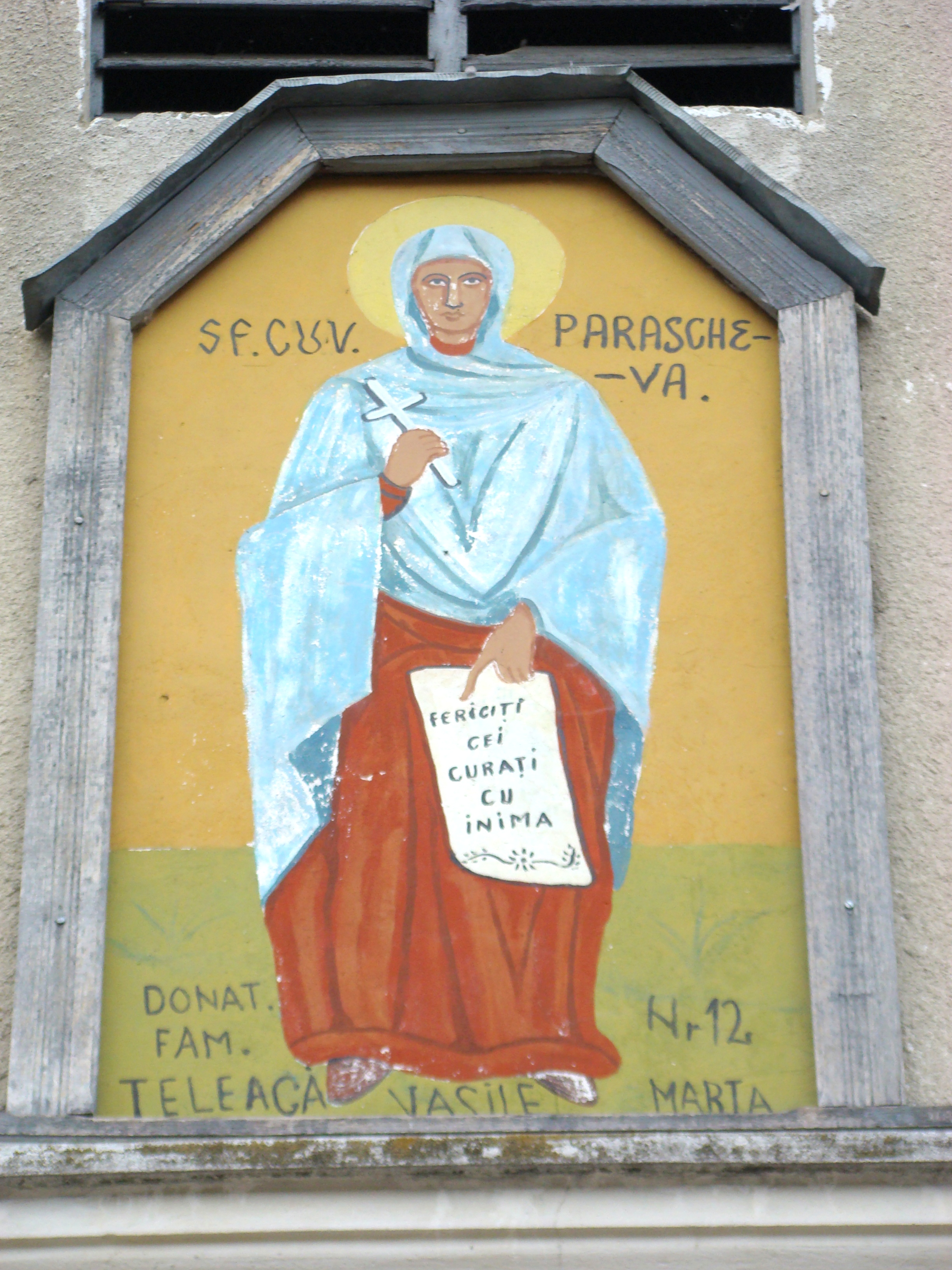
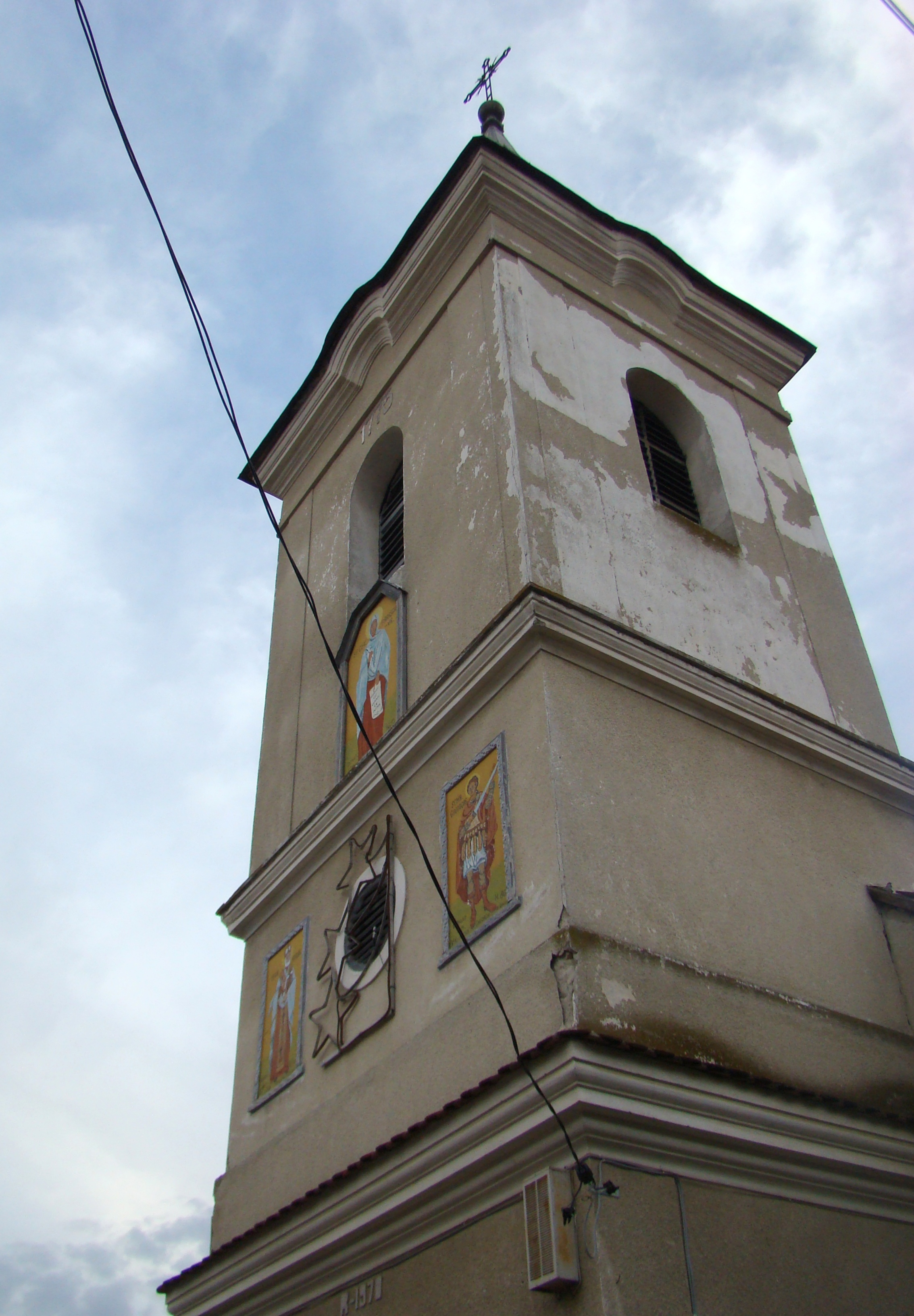
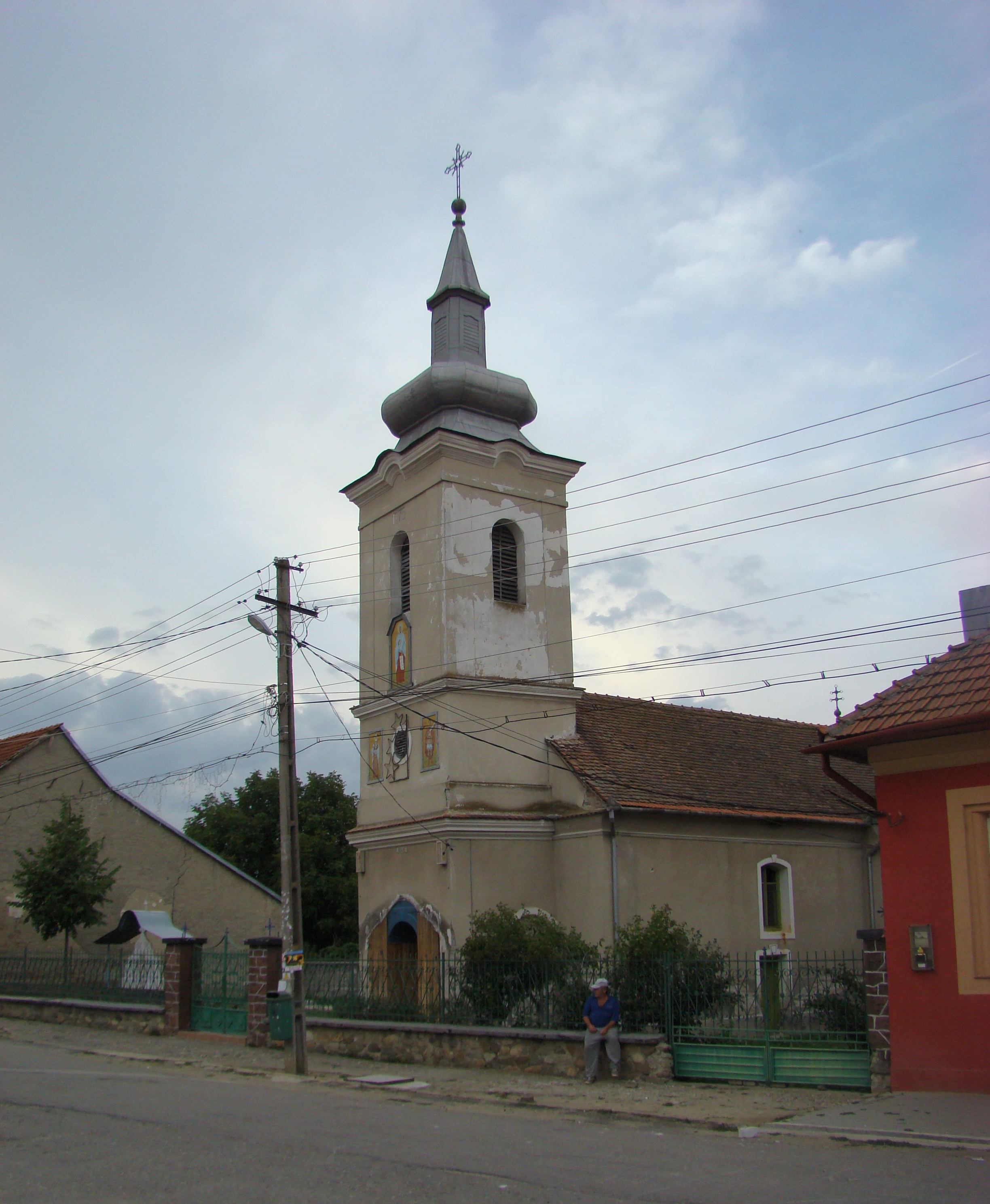
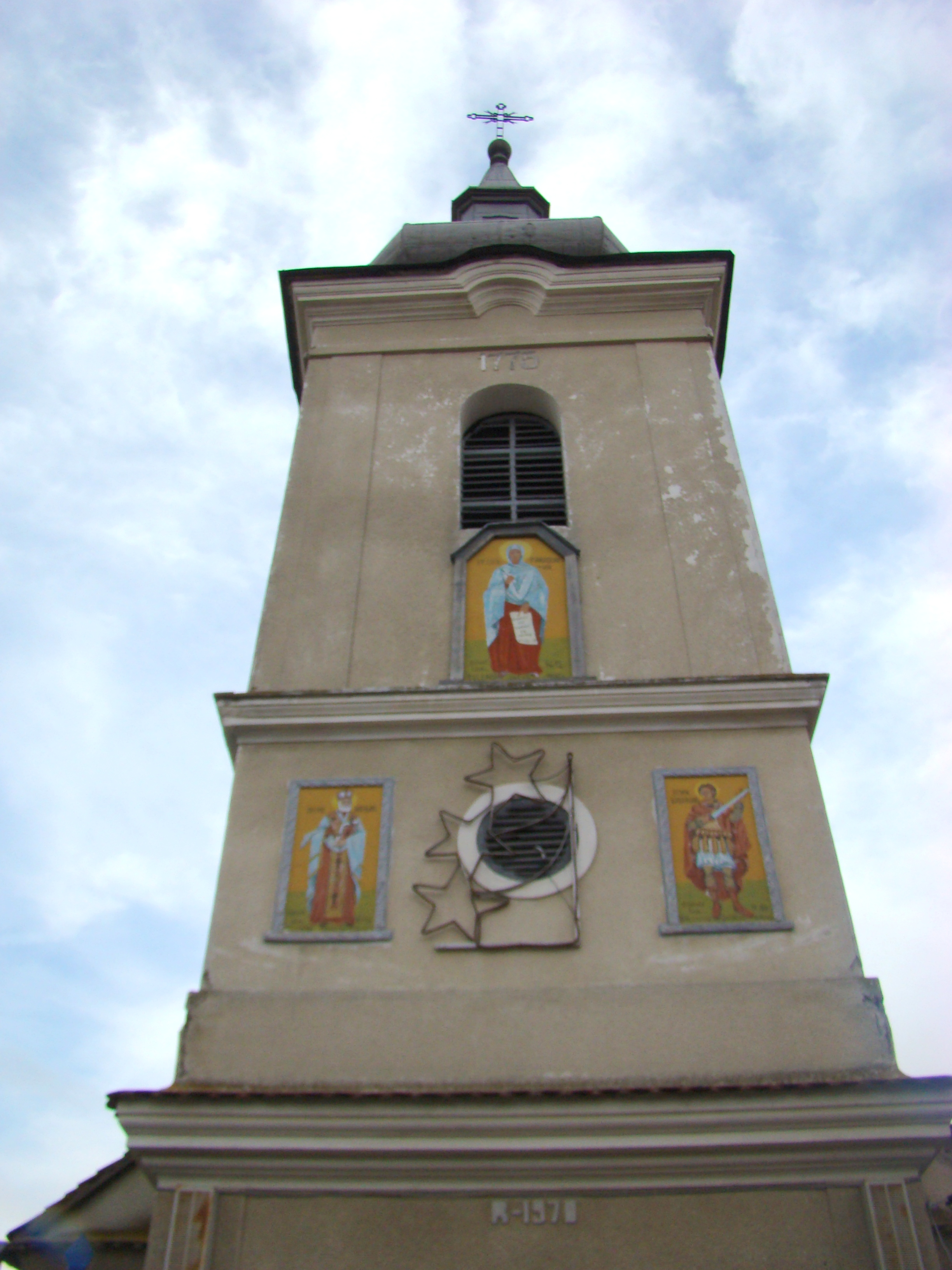